# شهرستان چی کرنگ
شهرستان چی کرنگ (به لاتین: Chi Kraeng District) یک منطقهٔ مسکونی در کامبوج است که در استان سیم ریپ واقع شده‌است.